# GSC2412-51-1
GSC2412-51-1 — хімічно пекулярна зоря спектрального класу A0, що має видиму зоряну величину в смузі V приблизно 11,1.